# Nesticus kuriko
Nesticus kuriko är en spindelart som beskrevs av Takeo Yaginuma 1972. Nesticus kuriko ingår i släktet Nesticus och familjen grottspindlar. Inga underarter finns listade i Catalogue of Life.